# 小叶大翅驼蹄瓣
小叶大翅驼蹄瓣（学名：Zygophyllum macropterum var. microphyllum）为蒺藜科驼蹄瓣属下的一个变种。

## 扩展阅读
- 維基物種上的相關：小叶大翅驼蹄瓣